# Гірські ліси Великого Басейну
Гірські ліси Великого Басейну (ідентифікатор WWF: NA0515) — неарктичний екорегіон хвойних лісів помірної зони, розташований у Великому Басейні на заході США.

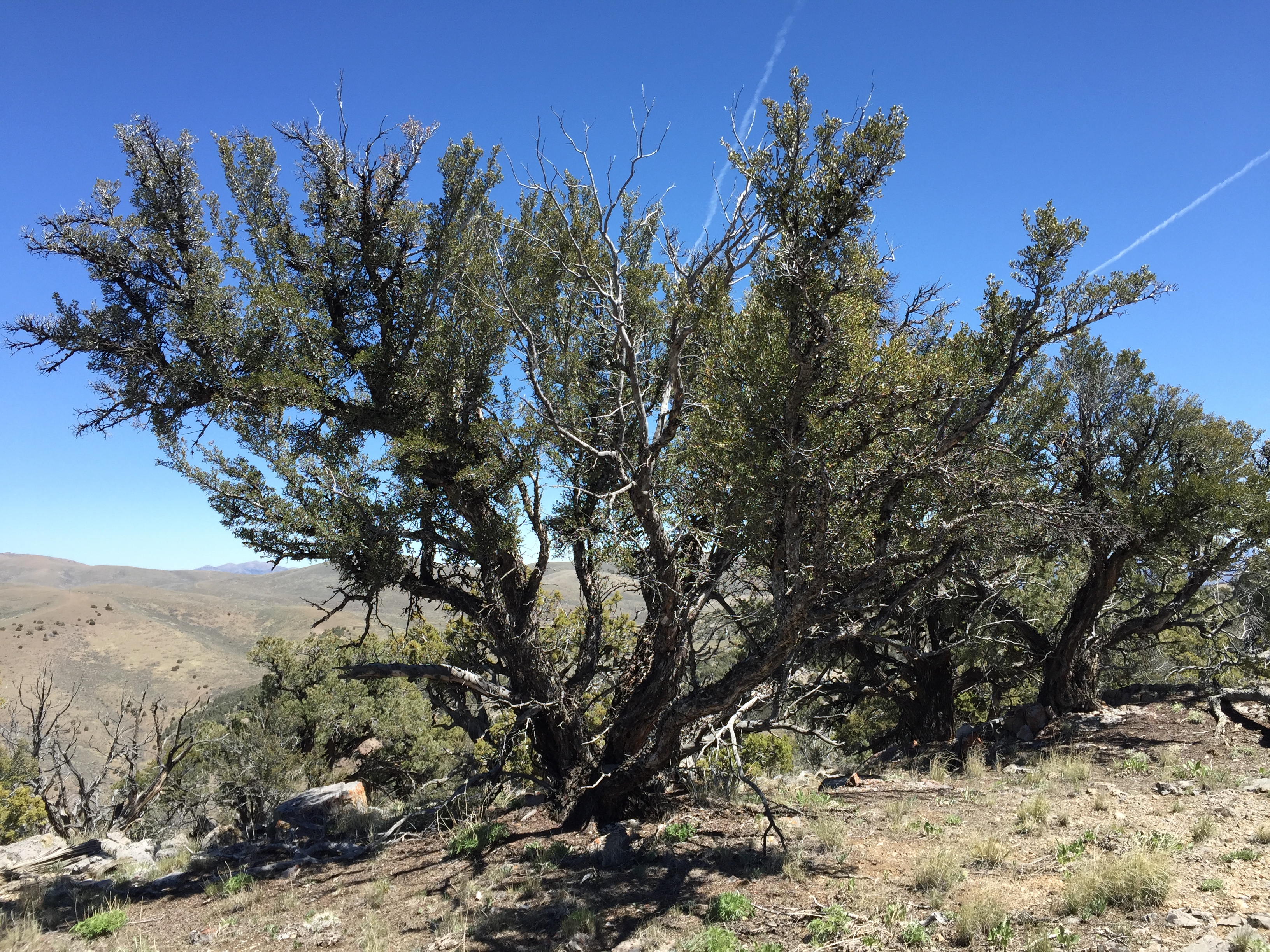
Кучерявий хвостоплідник (Cercocarpus ledifolius) в горах Пекуоп (гори) (Невада)

## Географія
Екорегіон гірських лісів Великого Басейну охоплює високогір'я ізольованих гірських хребтів, що підіймаються над рівнинами Великого Басейну. Брилові гори регіону простягаються переважно з півночі на південь та перемежовуються широкими пустельними та напівпустельними долинами. Численні долини та хребти Великого Басейну утворилися внаслідок розтягнення земної кори, яке почалося у міоцені, 17 мільйонів років тому. Серед гірських хребтів, що входять до екорегіону, слід відзначити Білі гори, Рубінові гори та гори Стінс.
Гірські хребти регіону розташовані переважно на території Невади, а також на заході Юти, на сході Каліфорнії та на півдні Орегону і Айдахо. На низьких висотах вони переходять у чагарникові степи Великого Басейну, чагарникові степи Снейку і Колумбії та у пустелю Мохаве.

## Клімат
В межах екорегіону переважає середземноморський клімат (Csb за класифікацією кліматів Кеппена) або континентальний клімат (Dfb або Dsb за класифікацією кліматів Кеппена), а у високогір'ях — субарктичний клімат (Dfc або Dsc за класифікацією Кеппена) або тундровий клімат (ET за класифікацією Кеппена). Хоча у Великому Басейні середньорічна кількість опадів загалом коливається від 130 до 490 мм, клімат високогір'їв регіону близький до верхньої частини цього діапазону. Більшість опадів тут випадає взимку у вигляді снігу.

## Флора
На найнижчих висотах екорегіону поширені сосново-ялівцеві рідколісся, які утворюють перехідну зону між гірськими хвойними лісами, поширеними у високогір'ях, та напівпустельними чагарниками, поширеними у передгір'ях. Основу цих рідколісь складають невисокі однохвойні сосни (Pinus monophylla) та ютські яловці (Juniperus osteosperma), причому яловці здебільшого домінують на нижчих висотах, сосни — на більших висотах, а на середніх висотах переважає комбінація цих видів. В підліску сосново-ялівцевих рідколісь поширені чагарники тризубчастого полину (Artemisia tridentata), пуршії (Purshia spp.), ютської ірги (Amelanchier utahensis) та сніжноягідника (Symphoricarpos spp.). 
У лісах, що ростуть на середніх висотах гірських хребтів, переважають одноколірні ялиці (Abies concolor), тисолисті дуґласії (Pseudotsuga menziesii) та жовті сосни (Pinus ponderosa), а у високогірних лісах, зокрема поблизу верхньої межі лісу, — гнучкі сосни (Pinus flexilis), субальпійські ялиці (Abies lasiocarpa), ялини Енгельмана (Picea engelmannii) та майже ендемічні довговічні сосни (Pinus longaeva). На більш теплих південних схилах в лісах часто домінують кучеряві хвостоплідники (Cercocarpus ledifolius). Крім того, у гірських лісах часто зустрічаються чисті насадження американських осик (Populus tremuloides). 
Довговічні сосни (Pinus longaeva) є характерними елементами високогір'їв Великого басейну. Ці дерева живуть надзвичайно довго, а їх вік може досягати кількох тисячоліть. Сосна Мафусаїл, що росте в Білих горах на сході Каліфорнії, є найстарішим не-клональним деревом у світі. Станом на 2024 рік її вік становив 4856 років. Секрет довголіття цих сосен полягає в суворому середовищі, в якому вони живуть. Воно дозволяє лише дуже повільний ріст, у свою чергу сприяючи розвитку щільної деревини, дуже стійкої до комах, грибків, гнилі та ерозії.
Деякі гірські хребти екорегіону достатньо високі, щоб підтримувати альпійські луки. Верхня межа лісу в горах Великого Басейну розташована в середньому на висоті 3000 м над рівнем моря, однак зі збільшенням географічної широти ця висота знижується. На високогірних луках зростають злаки, осоки, невисокі багаторічні трави та польові квіти. Рослини, які зустрічаються у цій зоні, відділені від інших подібних ділянок кілометрами передгір'їв та долин. Серед них зустрічається багато ендемічних видів, які еволюціонували в ізоляції на окремій гірській вершині і зустрічаються лише в цій місцевості.
Біогеографію вкритих лісами гірських вершин Великого Басейну часто порівнюють з біогеографією архіпелагу океанічних островів. Цей "архіпелаг небесних островів" дозволяє біологам дослідити багато цікавих екологічних та еволюційних питань, таких як швидкість диференціації серед ізольованих таксонів. У межах Великого Басейну спостерігається чітка схема зменшення видового різноманіття лісів зі сходу на захід, яка корелює з відстанню від Скелястих гір. Географічна ізоляція на вершинах гір призвела до високого ступеня генетичної варіації серед популяцій хвойних дерев та інших таксонів. Ці ізольовані гірські вершини являють собою голоценові рефугіуми, і тому вважається, що вони мають високий ступінь генетичного різноманіття порівняно з рівнинами. Докази довготривалих змін у розподілі видів присутні в літописі скам'янілостей і пов'язані з минулими кліматичними змінами.

## Фауна

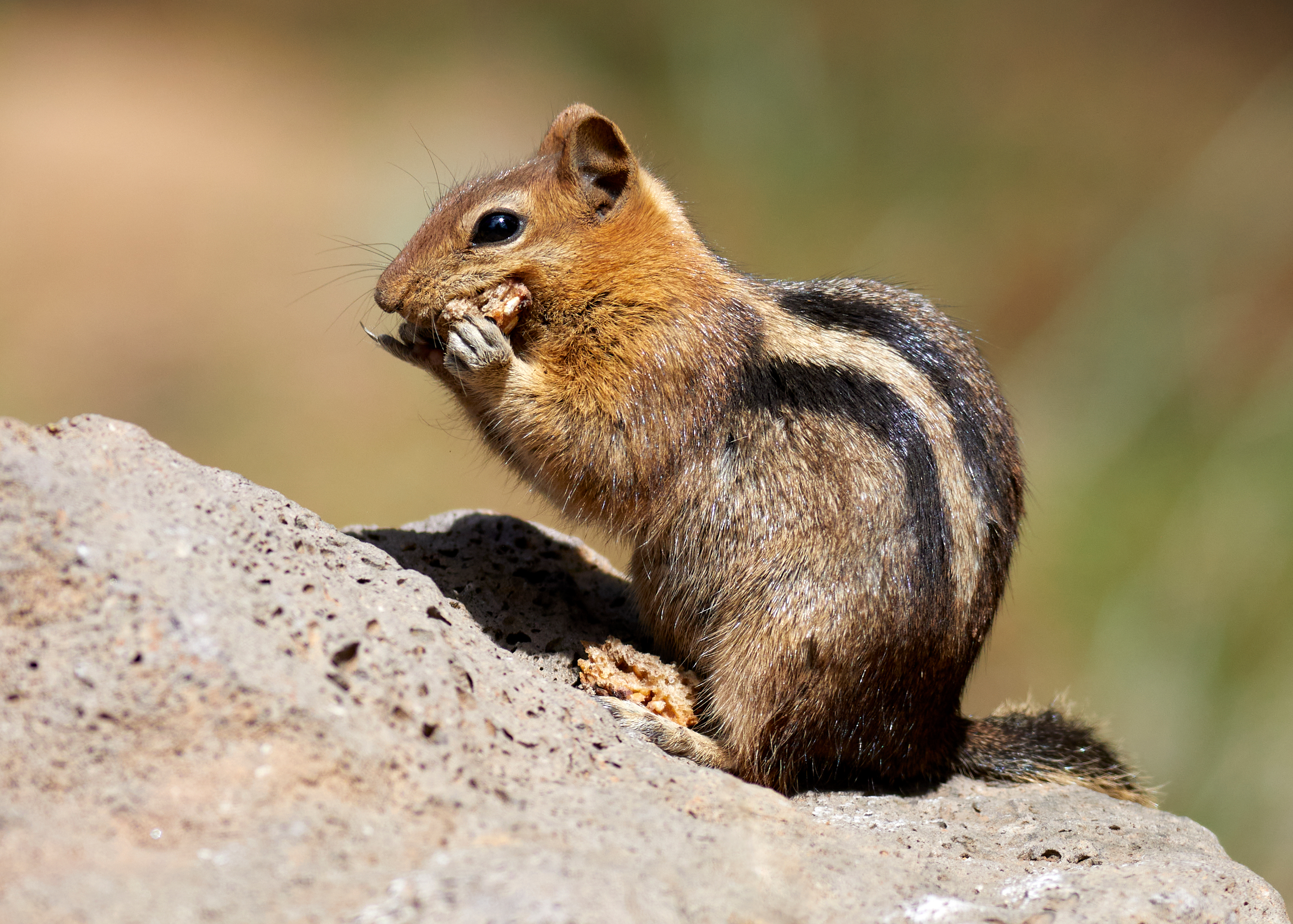
Золотистий ховрах (Callospermophilus lateralis)

Серед поширених в екорегіоні ссавців слід відзначити гірського вапіті (Cervus canadensis nelsoni), чорнохвостого оленя (Odocoileus hemionus), товсторога (Ovis canadensis), вилорога (Antilocapra americana), гірського кролика (Sylvilagus nuttallii), канадського голкошерста (Erethizon dorsatum), жовточеревого бабака (Marmota flaviventris), малого бурундука (Neotamias minimus), скельного бурундука (Neotamias dorsalis), юїнтського бурундука (Neotamias umbrinus), майже ендемічного панамінського бурундука (Neotamias panamintinus), золотистого ховраха (Callospermophilus lateralis), ховраха Белдінга (Urocitellus beldingi), гірську полівку (Microtus montanus), північного гоферчика (Thomomys talpoides), пишнохвостого лісового хом'яка (Neotoma cinerea) та піньйонову мишу (Peromyscus truei). У високогір'ях деяких гірських хребтів зустрічаються снігові кози (Oreamnos americanus) та американські пискухи (Ochotona princeps).
Серед великих хижаків, поширених в регіоні, слід відзначити барибала (Ursus americanus), північноамериканську пуму (Puma concolor couguar) та руду рись (Lynx rufus), а серед дрібніших хижих ссавців — койота (Canis latrans), звичайну лисицю (Vulpes vulpes), довгохвосту ласицю (Neogale frenata) та американського горностая (Mustela richardsonii). Ендеміками екорегіону є бурундуки Палмера (Neotamias palmeri), поширені у Весняних горах на півдні Невади.
Серед поширених в екорегіоні птахів слід відзначити жовтобрового тетерука (Dendragapus obscurus), неоарктичного канюка (Buteo jamaicensis), віргінського пугача (Bubo virginianus), білочеревого дятла-смоктуна (Sphyrapicus nuchalis), ялинового дятла (Picoides dorsalis), волохатого дятла (Leuconotopicus villosus), золотистого декола (Colaptes auratus), канадську кукшу (Perisoreus canadensis), блакитну сойку (Gymnorhinus cyanocephalus), американську горіхівку (Nucifraga columbiana), сірого пронурка (Cinclus mexicanus), ялівцеву синицю (Baeolophus ridgwayi), гірську гаїчку (Poecile gambeli), північного солітаріо (Myadestes townsendi), західного блакитника (Sialia mexicana), миртового пісняра-лісовика (Setophaga auduboni), жовтоволого червоїда (Leiothlypis virginiae), сірого юнко (Junco hyemalis), соснового чижа (Spinus pinus), ялинового шишкаря (Loxia curvirostra), тайгового смеречника (Pinicola enucleator), рожевоволу чечевицю (Haemorhous cassinii) та майже ендемічного темного катуньчика (Leucosticte atrata). 

## Екорегіони IV рівня

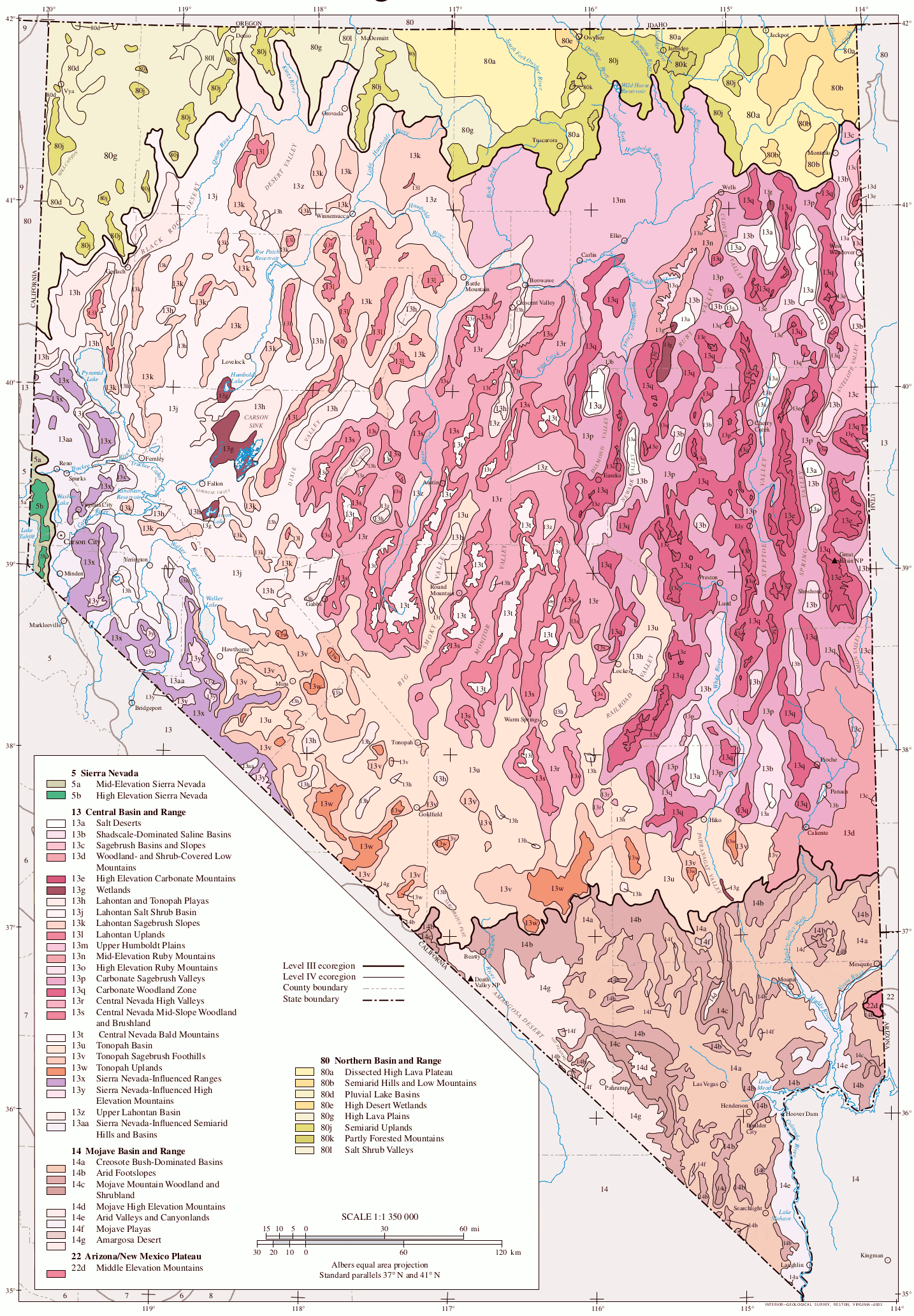
Мапа екорегіонів Невади. Більша частина гірських лісів Великого Басейну розташована в цьому штаті.

У схемі екорегіонів Агенції з охорони довкілля США гірські ліси Великого Басейну включені до складу трьох екорегіонів III рівня — Центральних долин та хребтів, Північних долин і хребтів та долин і хребтів Мохаве. Загалом гірські ліси Великого Басейну охоплюють території 7 екорегіонів рівня IV.

### Високогір'я Карбонатних гір (13e)
Регіон високогір'їв Карбонатних гір охоплює високогір'я низки гірських хребтів Великого Басейну, розташовані на висоті від 2500 до 3981 м над рівнем моря. Основу цих гір складають карбонтатні осадові гірські породи — вапняки, доломіти, кварцити та конгломерати. Тут випадає доволі багато опадів (від 400 до понад 1000 мм за рік, переважно влітку), і хоча частина води просочується через пористі породи, що потім знову вийти на поверхню у вигляді джерел, цього достатньо, щоб підтримувати хвойні ліси. Їх основу складають одноколірні ялиці (Abies concolor), тисолисті дуґласії (Pseudotsuga menziesii), гнучкі сосни (Pinus flexilis) та ялини Енгельмана (Picea engelmannii), а в підліску переважають чагарники гірського тризубчастого полину (Artemisia tridentata subsp. vaseyana), інші кущі та трави. На висоті понад 2900 м над рівнем моря на карбонатних субстратах ростуть довговічні сосни (Pinus longaeva). Однак умови регіону не сприяють альпійській тундрі: альпійських рослин тут зустрічається менше, ніж у гранітних Рубінових горах (13o). Загалом регіон охоплює 2372 км² у високогір'ях Невади та 300 км² у високогір'ях Юти.

### Високогір'я Рубінових гір (13o)

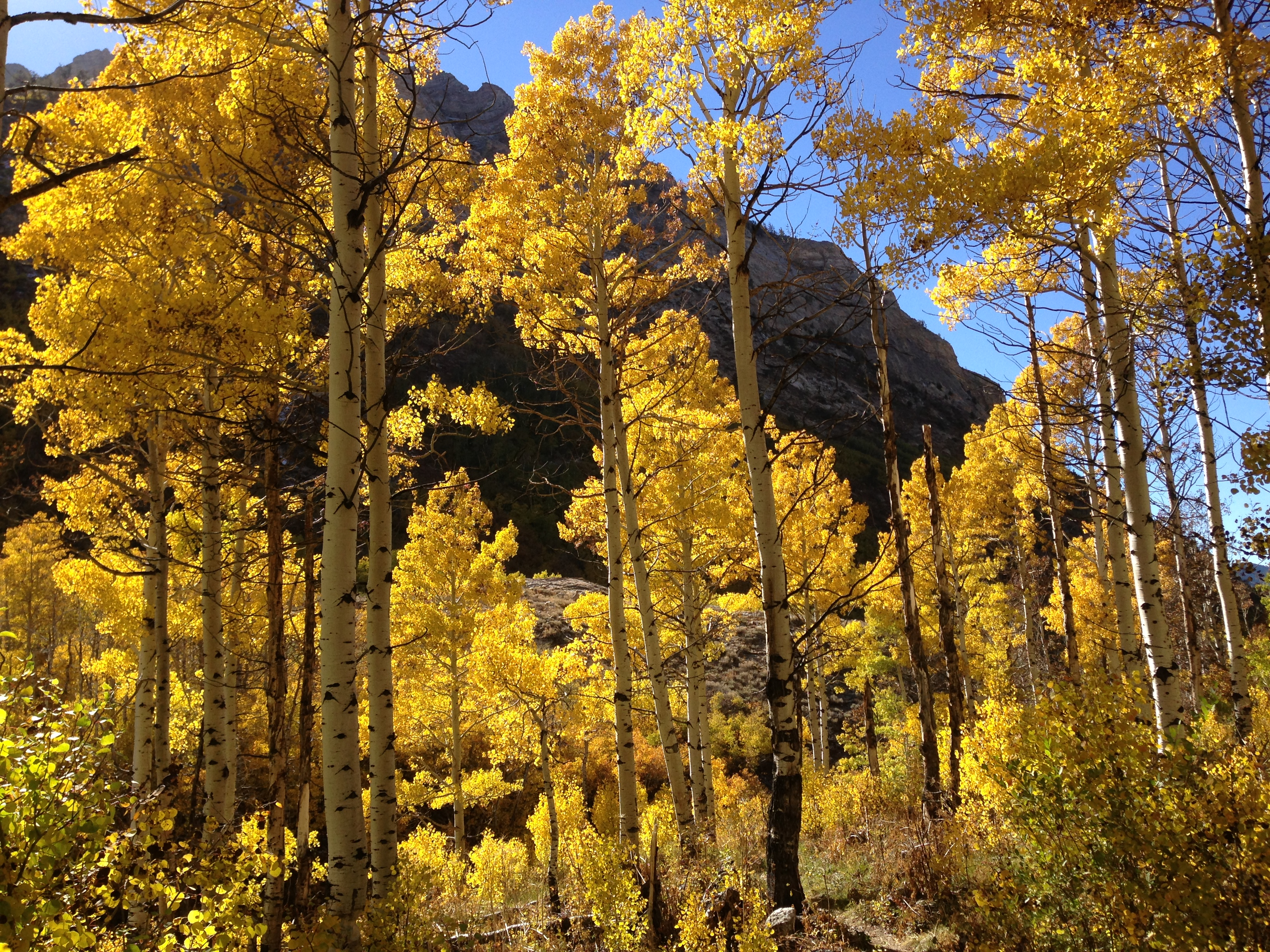
Американські осики (Populus tremuloides) в Рубінових горах

Регіон високогір'їв Рубінових гір охоплює високогір'я Рубінових гір, розташовані на висоті від 2600 до 3471 м над рівнем моря. З геологічної точки зору тут переважають граніти та метаморфічні гірські породи. У плейстоцені високогір'я Рубінових гір були вкриті льодовиками, які залишили тут льодовикові цирки, карові озера, поля валунів, соліфлюкційні тераси та інші льодовикові форми рельєфу. 
Після завершення останнього льодовикового періоду Рубінові гори не вкрилися густими хвойними лісами, навіть незважаючи на те, що вони отримують більше опадів, ніж Карбонатні гори (13e) на сході. Регіон високогір'їв Рубінових гір є найбільш вологим субрегіоном у Неваді поза межами високогір'їв Сьєрра-Невади (5b). Тут зустрічаються одні з найбільших гаїв американської осики (Populus tremuloides) в штаті. Рослинний покрив регіону переважно представлений субальпійськими луками, по яким розкидані одноколірні ялиці (Abies concolor), гнучкі сосни (Pinus flexilis), ялини Енгельмана (Picea engelmannii) та білокорі сосни (Pinus albicaulis), а також чагарники гірського тризубчастого полину (Artemisia tridentata subsp. vaseyana) та чагарничкового полину (Artemisia arbuscula). Тала снігова вода насичує ґрунт вологою, яка затримується в ньому завдяки водонепроникному субстрату та підтримує альпійські луки та невеликі гірські озера. На висоті понад 3350 м над рівнем моря розташовані зубчасті скелясті вершини, позбавлені рослинності. У високогір'ях Рубінових гір зустрічаються американські пискухи (Ochotona princeps), чорнохвості олені (Odocoileus hemionus), товстороги (Ovis canadensis) та снігові кози (Oreamnos americanus), а у річках, що стікають з гір, водиться рідкісна лахонтанська форель (Oncorhynchus clarkii henshawi), яка перебуває під загрозою зникнення. Регіон охоплює 319 км² в Неваді.

### Лисі гори Центральної Невади (13t)
Регіон лисих гір Центральної Невади охоплює сухі, здебільшого безлісі гірські вершини Центральної Невади, розташовані на висоті від 2300 до 3350 м над рівнем моря. Хоча гори регіону лежать лише за 160 км на схід від Сьєрра-Невади, внаслідок посушливих умов (за рік тут випадає від 350 до 635 мм опадів) тут відсутні лісові види, характерні для Сьєрра-Невади. Натомість гори регіону вкриті густими чагарниковими заростями гірського тризубчастого полину (Artemisia tridentata subsp. vaseyana), вільхолистої ірги (Amelanchier alnifolia), койотської верби (Salix exigua) та сніжноягідника (Symphoricarpos spp.). У трав'янистому ярусі зустрічається однобокий тонконіг (Poa secunda), айдахська костриця (Festuca idahoensis), гірський стоколос (Bromus marginatus), голкова трава Тербера (Eriocoma thurberiana) та стрілолистий бальзамовий корінь (Balsamorhiza sagittata). 
Високогірні чагарники регіону контрастують із лісистими високогір'ями Карбонатних гір (13e) на сході, де зона гірських чагарників надто вузька, щоб її можна було нанести на карту як окремий екорегіон. У більш вологих районах над чагарниковим ярусом підіймаються розріджені гаї кучерявого хвостоплідника (Cercocarpus ledifolius) та американської осики (Populus tremuloides). У деяких районах на висоті понад 3000 м над рівнем моря зростають поодинокі гнучкі сосни (Pinus flexilis) та довговічні сосни (Pinus longaeva). Хребет Тоябе, що простягається на схід від долини Біг-Смокі, достатньо високий, щоб підтримувати альпійську зону, де, зокрема, зростають різні види крупки (Draba spp.) та дикої гречки (Eriogonum spp.), однак йому не вистачає відповідного субстрату для утримання талої снігової вологи. Ізоляція "небесних островів" регіону призвела до виникнення багатьох рідкісних ендемічних видів рослин. У річках Різ та Едвардс-Крік мешкає лахонтанська форель (Oncorhynchus clarkii henshawi), яка перебуває під загрозою зникнення. Регіон охоплює 3162 км² у високогір'ях Центральної Невади.

### Високогір'я на схід від Сьєрра-Невади (13y)

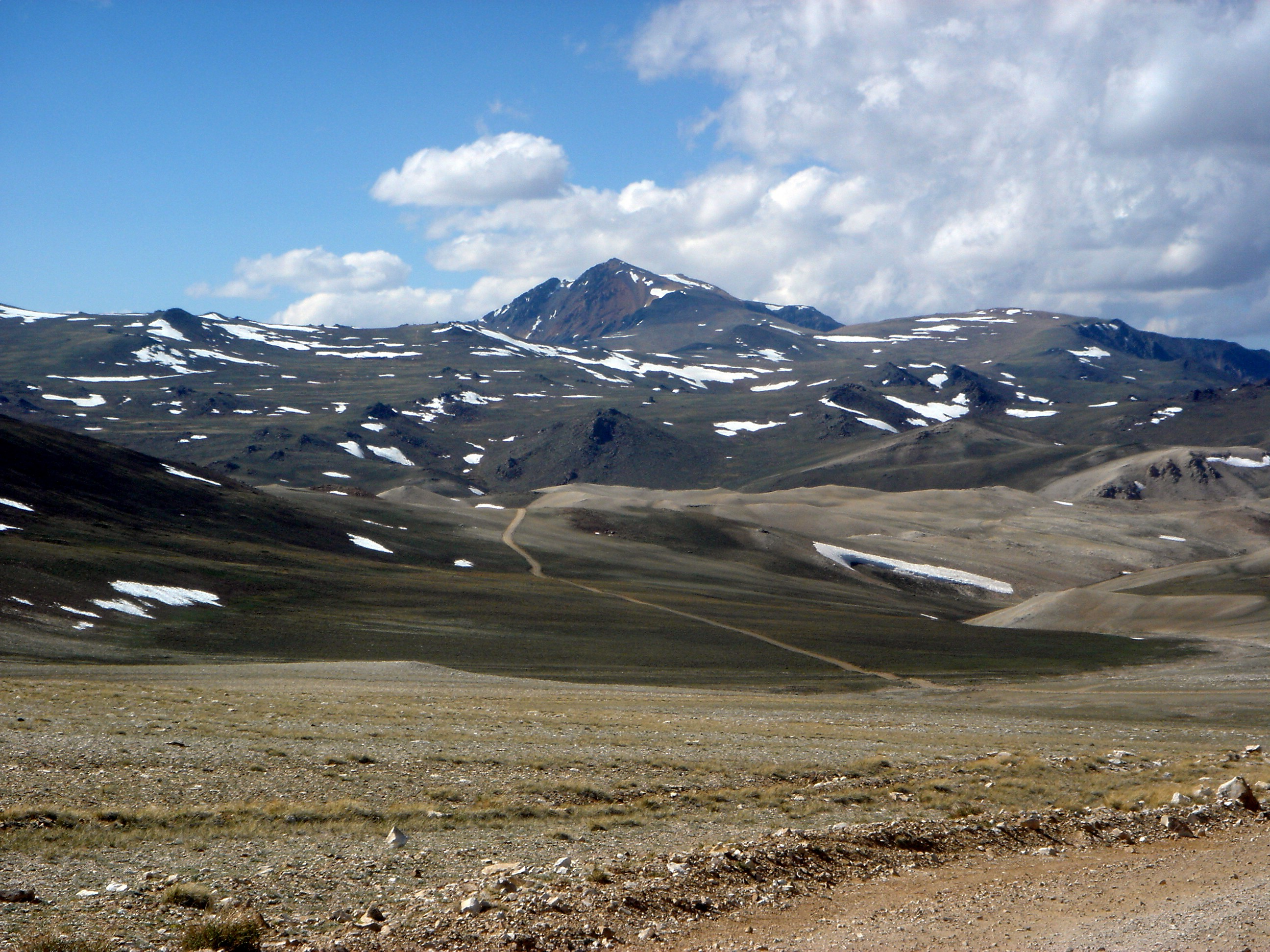
Високогір'я Білих гір (Каліфорнія)

Регіон високогір'їв на схід від Сьєрра-Невади охоплює найвищі вершини Білих гір та інших гірських хребтів, що лежать на заході Великого Басейну, на схід від Сьєрра-Невади, у її дощовій тіні. Його висота коливається від 2750 до понад 4270 м над рівнем моря. Тут знаходиться Біла гора заввишки 4344 м, третя за висотою вершина Каліфорнії, та Баундері-Пік заввишки 4007 м, найвища гора Невади. У деяких частинах регіону беруть початок постійні водні потоки.
Рослинний покрив регіону представлений високогірними чагарниками гірського тризубчастого полину (Artemisia tridentata subsp. vaseyana), чагарничкового полину (Artemisia arbuscula) та кучерявого хвостоплідника (Cercocarpus ledifolius), невеликими гаями американської осики (Populus tremuloides), , що зустрічаються у вологих районах, розрідженими насадженнями високогірних хвойних порід, а також субальпійськими та альпійськими луками. Понад 70 % альпійської флори Білих гір є спільною з флорою Сьєрра-Невади.
На північних схилах Білих гір зростають довговічні сосни (Pinus longaeva), особливо у районах, де переважають білі кам'янисті ґрунти, материнською породою для яких виступають доломіти. На цих бідних на поживні речовини ґрунтах росте небагато інших рослин. Білий колір ґрунту краще відбиває сонячне світло, що, можливо, робить ґрунт прохолоднішим і вологішим, ніж на ділянках, де переважають граніти чи кварцити. На високих висотах гнучкі сосни (Pinus flexilis) розмножуються краще, ніж довговічні сосни (Pinus longaeva). Регіон охоплює 676 км² на заході Невади та деякі високогірні райони на сході Каліфорнії, в округах Іньйо та Моно.

### Частково вкриті лісами гори (80k)

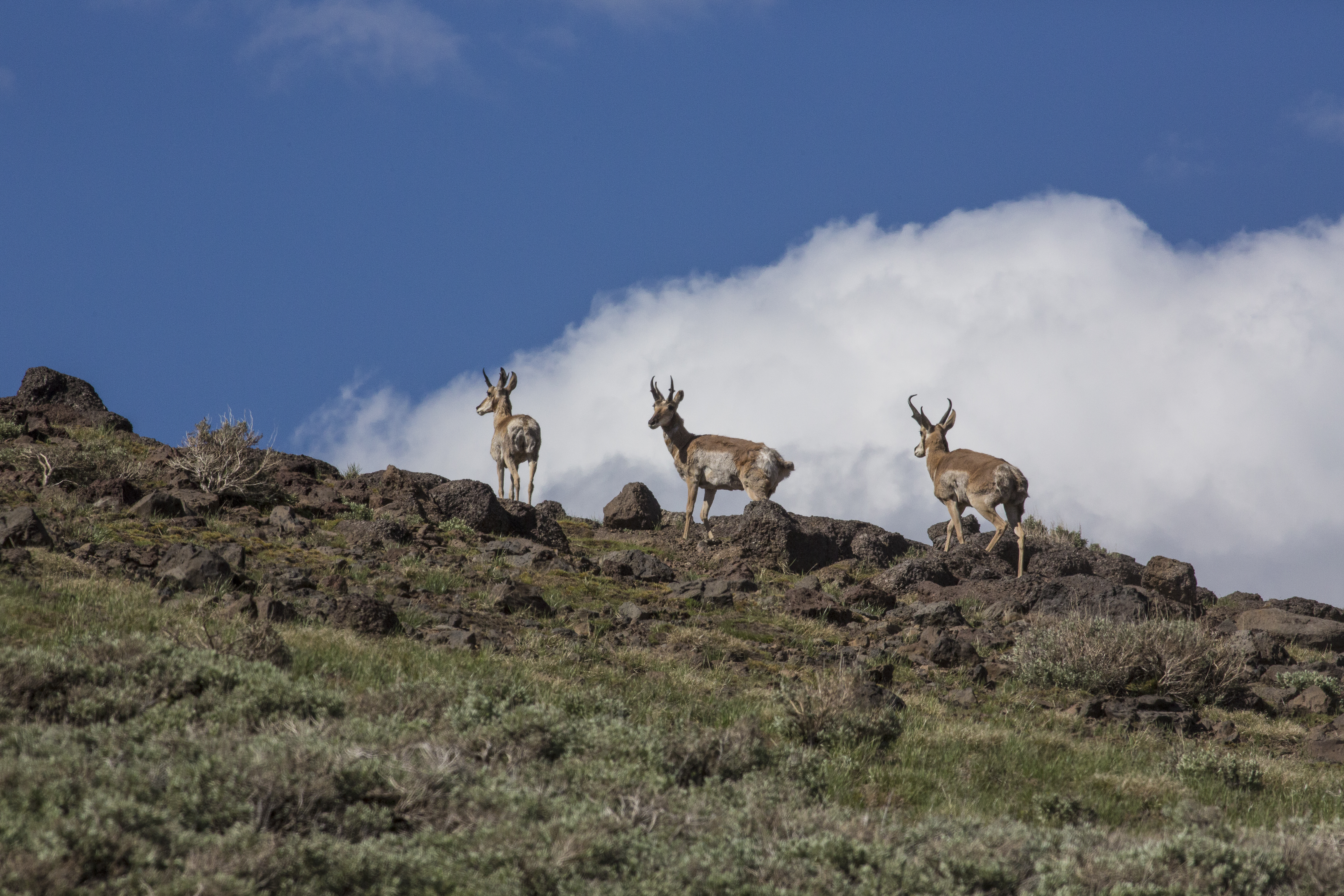
Вилороги (Antilocapra americana) в горах Стінс (Орегон)

Регіон частково вкритих лісами гір охоплює високогір'я гір Джарбрідж та Індепенденс на північному сході Невади, гір Овайхі на південному заході Айдахо та гір Стінс на південному сході Орегону, розташовані на висоті від 1980 до 3322 м над рівнем моря. В минулому ці гори були вкриті льодовиками, які залишили тут морени, льодовикові цирки та карові озера. У гірських потоках регіону, що живляться талою сніговою та джерельною водою, зустрічається рідкісна лахонтанська форель (Oncorhynchus clarkii henshawi).
Рослинний покрив невадської та айдахської частин регіону представлений лісами, у яких переважають тисолисті дуґласії (Pseudotsuga menziesii), субальпійські ялиці (Abies lasiocarpa), жовті сосни (Pinus ponderosa) та гнучкі сосни (Pinus flexilis). Поблизу верхньої межі лісу зустрічаються білокорі сосни (Pinus albicaulis), а на берегах річок — гаї американської осики (Populus tremuloides). На найвищих висотах розташовані невеликі ділянки альпійських луків та альпійської тундри і альпійських лугів. 
У горах Стінс ландшафт регіону майже безлісий: широкі ділянки, на яких переважають чагарники гірського тризубчастого полину (Artemisia tridentata subsp. vaseyana), тут перемежовуються з розрізненими гаями американської осики (Populus tremuloides). Альпійські луки в горах Стінс значно деградували внаслідок інтенсивного випасу овець наприкінці XIX століття. Регіон охоплює 272 км² в Неваді, 267 км² в Орегоні та 98 км² в Айдахо.

### Високогір'я Східної Мохаве (14d)

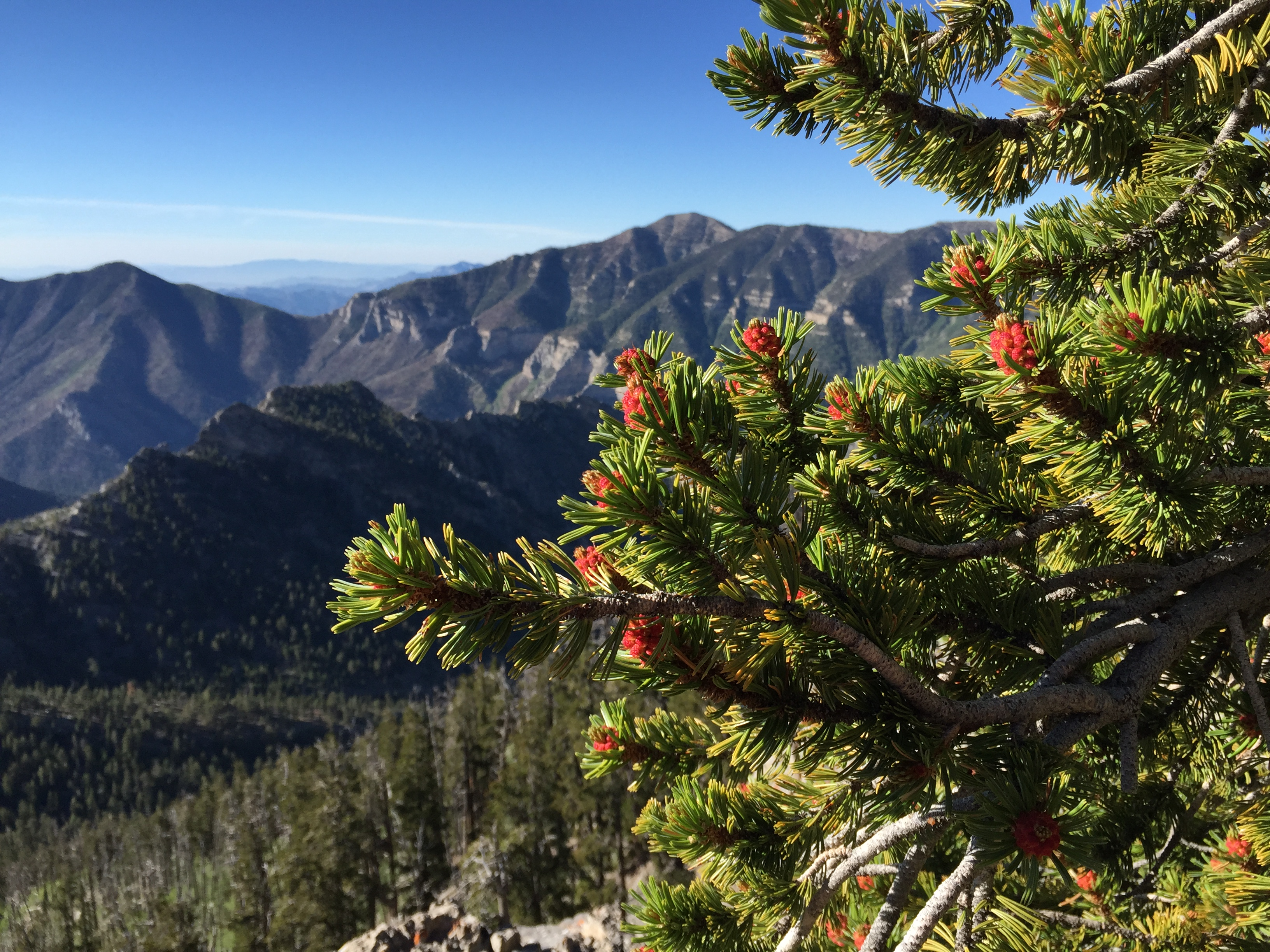
Довговічна сосна (Pinus longaeva) у Весняних горах (Невада)

Регіон високогір'їв Східної Мохаве охоплює високогір'я Весняних та Овечих гір, розташованих в пустелі Мохаве, на північний захід та північ від Лас-Вегаса відповідно. Їх висота коливається від 2280 до 3633 м над рівнем моря. З геологічної точки зору тут переважають вапняки та інші осадові породи. Рослинний покрив регіону представлений чагарниками кучерявого хвостоплідника (Cercocarpus ledifolius) та гірського тризубчастого полину (Artemisia tridentata subsp. vaseyana), а також лісами, у яких переважають жовті сосни (Pinus ponderosa) та одноколірні ялиці (Abies concolor). На північних і східних схилах зустрічаються гаї американської осики (Populus tremuloides). Яскраво виражена географічна та кліматична ізоляція сприяла розвитку численних рідкісних ендемічних видів та збереженню реліктових популяцій. Регіон охоплює 285 км² в Неваді.

### Високогір'я Західної Мохаве (14m)
Регіон високогір'їв Західної Мохаве охоплює найвищі висоти гір Панамінт на сході Каліфорнії, розташовані на висоті понад 2500 м над рівнем моря. Найвищою вершиною регіону є Телескоп-Пік заввишки 3366 м. Внаслідок того, що влітку тут випадає мало опадів, в горах Панамінт відсутні жовті сосни (Pinus ponderosa), одноколірні ялиці (Abies concolor) та інші види, характерні для Весняних гір Невади. Натомість тут поширені гнучкі сосни (Pinus flexilis), кучеряві хвостоплідники (Cercocarpus ledifolius) та чагарники гірського тризубчастого полину (Artemisia tridentata subsp. vaseyana), а на великих висотах — довговічні сосни (Pinus longaeva), деяким з яких більше 3000 років.

## Збереження
Надмірний випас худоби та боротьба з пожежами призвели до зміни режиму пожеж, що вплинуло на рослинні угруповання регіону. На угруповання, розташовані на низьких висотах, особливо вплинуло поширення інвазивних видів. Тим не менш, гірські ліси Великого Басейну збереглися набагато краще, ніж інші екорегіони хвойних лісів Північної Америки. Приблизно 97 % лісів екорегіону є відносно незайманими.
Оцінка 2017 року показала, що 4154 км², або 47 % екорегіону, є заповідними територіями. Природоохоронні території включають: Національний парк Великого Басейну, Національний парк Долини Смерті, Національний ліс Гумбольдт-Тоябі та Національний ліс Іньо.